# Le Orme
Le Orme ("Las Huellas") es una banda italiana de rock progresivo formada en 1966 en Marghera (Venecia).
Su primer álbum fue grabado en la pequeña discográfica CAR Juke Box, en 1968.
Le Orme ha ganado dos discos de oro, y un premio de la crítica a su obra grabada. El trabajo más famoso de Le Orme, el álbum conceptual Felona e Sorona, fue publicado en inglés con la colaboración de Peter Hammill, de Van Der Graaf Generator.

## Formaciones
Los fundadores de la banda en 1966 eran Aldo Tagliapietra (voz, guitarra), Nino Smeraldi (guitarra), Claudio Galietti (guitarra, bajo) y Marino Rebeschini (batería). Después de su primer sencillo "Fiori e colori" (1967), Rebeschini partió y fue remplazado por Michi dei Rossi. En 1968 Le Orme publicó un segundo sencillo, "Senti l'estate che torna". Al tiempo que un músico nuevo, Toni Pagliuca, se unió al grupo. Esta formación fue la responzable del primer LP, Ad gloriam (1969), un trabajo de  rock psicodélico que tuvo poco éxito.

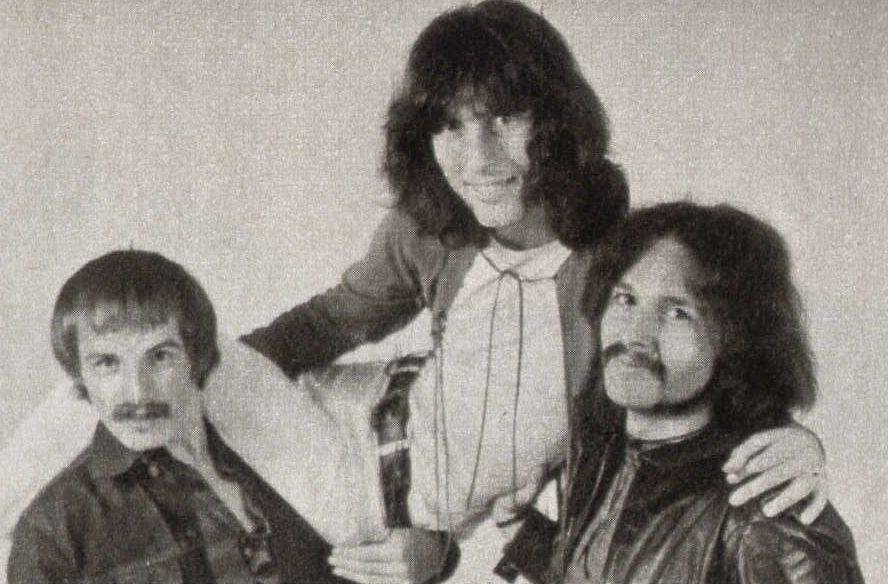
Foto de 1969: Dave Baker, Tony Pagliuca y Aldo Tagliapietra.

Al siguiente año, Gallietti también partió, y Le Orme fundó lo que sería considerada su formación clásica, que produjo sus más exitosos LP de rock progresivo de los años 70 (Uomo di pezza, Felona e Sorona y Contrappunti).
Los últimos dos trabajos contaron con la colaboración del productor y pianista Gian Piero Reverberi.
El grupo se separó a principios de los años 80, pero se volvió a reunir en 1986. En 1992 Pagliuca partió de la banda, y fue remplazado por Michael Bon.
Los últimos tres trabajos de Le Orme (Il fiume, Elementi y L'infinito) muestran un retorno al sonido clásico progresivo.

## Discografía

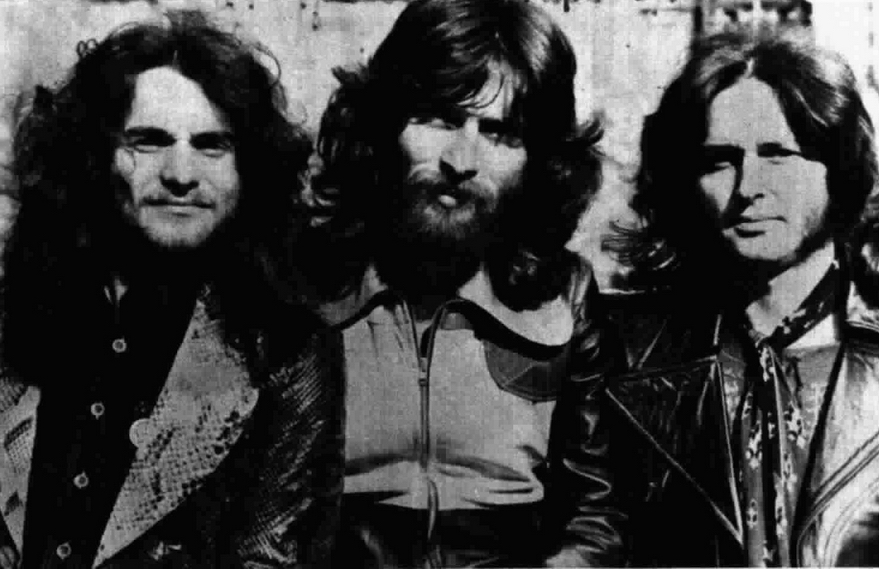
Foto de 1975, publicada en la revista Radiocorriere (año LII, n.º 30, pág. 29).

- Ad Gloriam (1969)
- L'aurora delle Orme (1970)
- Collage (1971)
- Uomo di pezza (1972)
- Felona e Sorona (1973)
- Contrappunti (1974)
- In concerto (1974)
- Smogmagica (1975)
- Verità nascoste (1976)
- Storia o leggenda (1977)
- Florian (1979)
- Piccola rapsodia dell'ape (1980)
- Venerdì (1982)
- Orme (1990)
- Il fiume (1999)
- Elementi (2001)
- L'infinito (2004)
- La via della seta (2011)